# Allée des baleines
Cet article possède un paronyme, voir Vallée des baleines.
L'Allée des baleines ou Siqlluk (nom yupik de l'île) est un ensemble monumental situé sur la côte nord de l'île Yttygran, au sud de la péninsule tchouktche (extrême est de la Sibérie). Le site est une voie d'environ 550 mètres délimitée par deux rangées parallèles d'ossements de baleines boréales. Tous ces os, des crânes posés sur le sol ou des mâchoires dressées vers le ciel, sont disposés à intervalles réguliers. D'autres éléments comme des fosses ou des formations mêlant des os de baleines et des rochers parsèment également le site.
Le site a été découvert en 1976 par une équipe soviétique. Les années suivantes, plusieurs expéditions poursuivent l'étude du site. En 1990, les autorités soviétiques lancent la première mission internationale avec le concours de la France, dirigée par le spécialiste du monde arctique Jean Malaurie. 

## Géographie et démographie

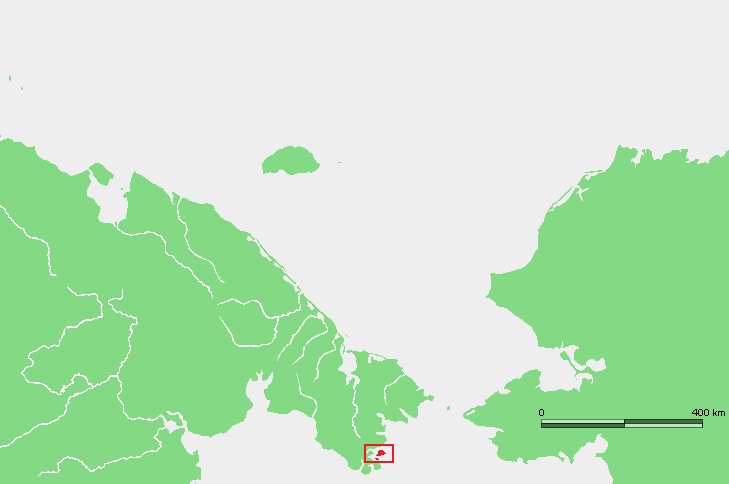
Situation de l'île de Yttygran dans le détroit de Béring.

L'allée des baleines est située sur l'île Yttygran, une île au sud de la péninsule tchouktche (district autonome de Tchoukotka, Russie). Le site se trouve sur la côte nord de l'île.
L'ensemble de la péninsule tchouktche est une zone au sein de laquelle la chasse à la baleine est une activité très ancienne, pratiquée dès le IIe millénaire BC,. De nombreuses traces attestent ainsi d'activités de chasses organisées et d'utilisation des produits baleiniers pour la vie quotidienne ou cultuelle. Les communautés autochtones ont alors intégré la baleine dans leur production culturelle. À ce titre, la culture de Punuk a imprégné toute cette aire géographique.
À l'image de tout cet espace géographique et culturel, l'île Yttygran est donc un lieu important pour la chasse à la baleine. Elle est d'ailleurs située à proximité des voies migratoires de ces animaux.
L'île Yttygran se situe à la frontière des territoires historiques des populations eskimo asiatiques et tchouktches. 
À la découverte du site en 1976, il n'y avait plus de traces d'occupation humaine récente de l'île. Les experts estiment que l'île a été occupé par des groupes humains de manière saisonnière jusqu'au 20e siècle. Ces derniers vivaient vraisemblablement dans des camps de chasse, suivant les baleines et les morses.

## Description du site

### Description topographique et archéologique
Le site de l'Allée des baleines présentent des traces d'occupation humaine eskimo. Ces marques sont de même type que celles observées sur les sites de Ouelen ou Ekven, mais les dimensions des installations sont plus importantes. Les installations sont pensées et construites avec des matériaux animaliers (os), des pierres et des éléments paysagers.
Le site s'étend sur une longueur d'environ 550 mètres,. Il est situé sur une bande côtière bordant les eaux du détroit Seniavine et une colline plus au centre des terres. Il est constitué de deux zones connectées entre elles par un chemin. Le site et les zones qui le composent sont structurés selon des principes géométriques.
La première zone est une longue allée d'environ 70 centimètres de large,. Elle est tracée par deux rangées parallèles d'os de baleines, disposés à intervalles réguliers. Les alignements suivent approximativement une direction nord-sud. Les ossements sont des groupes de crânes posés sur le sol et des couples de mâchoires pointées vers le ciel. À proximité de certains éléments, de larges fosses sont creusées.
Les groupes de crânes, au nombre de quinze, sont disposés au sol à une distance d'environ 10 mètres les uns des autres,,. L'orientation des crânes présente une organisation spécifique. Les groupes des deux extrémités sont orientés perpendiculairement à la plage tandis que ceux centraux le sont parallèlement. Les os sont légèrement enterrés dans le sol et calés par des pierres.
Le site compte 34 mâchoires, dont 13 sont encore dans leur position initiale. L'organisation de ces couples d'os ne semble pas suivre une régularité similaire à celle des groupements de crâne. Les auteurs émettent l'hypothèse que ces installations sont plus sensibles aux aléas climatiques ainsi qu'à l'érosion : le site pourrait présenter une forme différente de celle conçue par les populations utilisatrices. Selon toute vraisemblance, les mâchoires sont positionnées en couple, face à face, afin de créer une arche.
La seconde zone se situe dans la partie sud de l'allée,. Elle est située à l'ouest de l'allée, en direction de la colline. Séparée d'environ 50 mètres, elle est accessible depuis le milieu de l'allée grâce à un chemin tracé au sol par des galets. Cette zone, appelée le « Sanctuaire », correspond à une aire d'éboulis de la colline. Il s'agit d'un grand cercle délimité par des blocs rocheux. Plus d'une centaine de fosses profondes d'1 à 2 mètres occupent cet espace. Certaines de ces fosses sont remplies avec de la graisse et de la viande de baleine. Des formations mêlant des os de baleines et des rochers, probablement à vocation cultuelle, se trouvent se trouvent également dans cet espace.
Tous les ossements appartiennent à une même espèce de baleine, la Baleine boréale (Balaena mysticetus).

Photographies de l'Allée des baleines.
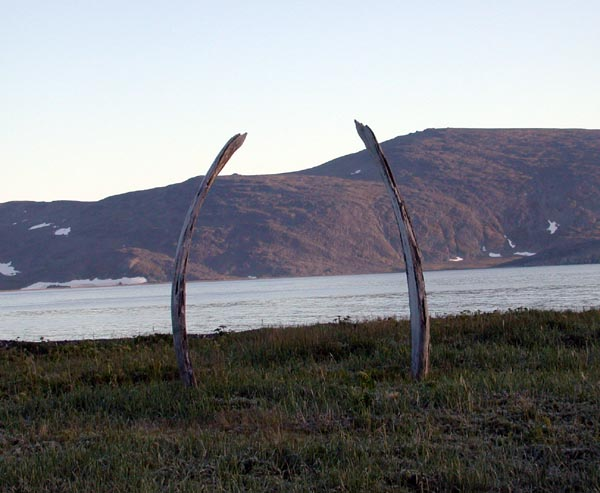
Côtes de baleines de l'Allée des Baleines.
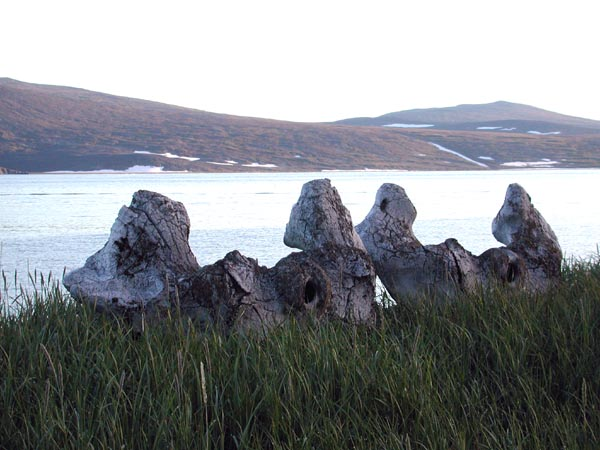
Os de baleine.
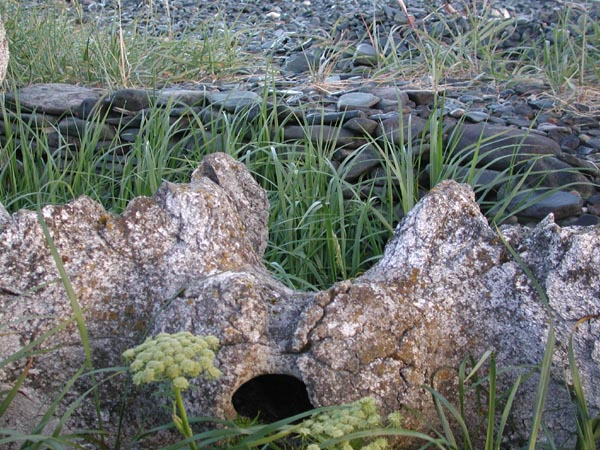
Fosse de stockage de viande.

Des datations ont été réalisées sur les éléments trouvés au fond de certaines fosses. Il apparaît ainsi que les dépôts datent vraisemblablement d'une période comprise entre 1700 et 1400 BC,.
Il n'existe pas de traces archéologiques d'installations et de matériels (ex : artefacts) dédiés à la vie courante, comme des vestiges d'habitats ou des fragments d'outils.

### Description de la mémoire et des traditions de la population locale contemporaine
Lors des études soviétiques au cours des années 1970, les populations locales contemporaines ont rapporté aux scientifiques que la mémoire de leur communauté ne les présentaient pas comme les fondateurs de l'Allée des baleines. Il s'agirait d'une autre population, appelée « masigmit », que les recherches anthropologiques et géographiques lient aux communautés Yupiks vivant dans la région de la ria et de la baie Mechigmen (notamment le campement de Masik).
Certaines personnes indiquent également que des vestiges similaires (site organisé avec des ossements de baleines, notamment des crânes) existent dans la zone de la baie Mechigmen.

## Interprétation anthropologique et historique
Depuis la découverte de l'Allée des baleines, les experts estiment que le site est un site sacré,. Il s'agit d'un probable lieu de culte pour les villages de la côte est de la Tchoukotka. D'après les datations, l'Allée des baleines est vraisemblablement une production culturelle de Punuk.
Selon les premiers scientifiques soviétiques à avoir étudié le site, l'Allée des baleines a pu être un lieu dévolu entre autres aux rituels d'initiation, voire à des manifestations de force physique.
Selon les habitants Yupiks, l'Allée des baleines était utilisé pour le dépeçage de ces animaux et le stockage de leur viande. Cette hypothèse est soutenue par l'étymologie du nom yupik de l'île : Sikliuk, de Siklyugak, qui signifie « stockage de viande » en yupik.
Selon Arutyunov, Krupnik et Chlenov, le site permet de mieux comprendre la dynamique de développement des populations locales ainsi que la complexité de leurs structures sociales et relations inter-groupes. Tout d'abord, les auteurs estiment qu'un site aussi imposant et structuré implique l'existence de groupes humains organisés de manière complexe et la collaboration de plusieurs communautés partageant des croyances religieuses voire une organisation politique globale. Ensuite, l'ancienneté des vestiges plaident en faveur d'un développement non-linéaire des cultures locales. Tous ces éléments éloignent les populations ayant érigé l'Allée des baleines des peuples eskimos et les rapprochent davantage des aléoutes.
Bien que l'origine des bâtisseurs de l'Allée des baleines reste inconnue, l'hypothèse scientifique la plus probable attribue le site à des populations Yupiks vivant un plus au nord de l'île Yttygran, au niveau de la ria et de la baie Mechigmen. Ces populations auraient créé une culture spécifique que Chlenov et Krupnik nomment la tradition de Masik.
Au niveau global, Arutyunov, Krupnik et Chlenov indiquent que les sites de Ouelen et de l'Allée des baleines pourraient appartenir à un même ensemble culturel et cultuel. La distinction entre les cultures de Punuk et béringienne serait ainsi peu marquée et ressemblerait davantage à un continuum avec des caractéristiques communes et quelques spécificités. Dans cette perspective, les cultures et populations Yupiks et esquimaux se seraient mélangées et influencées dans la région de la baie Mechigmen, zone intermédiaire entre l'espace arctique et béringien.

## Recherche et préservation

### Expéditions des années 1970 et 1980
En 1976, une expédition scientifique soviétique constituée d'anthropologues découvre le site de l'Allée des baleines. Sous la direction de Mikhail Chlenov, de nouvelles expéditions multidisciplinaires (archéologie, ethnographie, linguistique, etc.) sont organisées en 1977, 1979 et 1981 sur la zone afin de mieux comprendre l’origine et la fonction du site.
L'expédition de 1981 avait notamment pour ambition d'explorer la région de la baie Mechigmen. Les scientifiques ont parcouru la zone à l'aide de bateaux traditionnels, s'intéressant notamment à plusieurs sites correspondant à d'anciens campements Yupiks (notamment Masik et Nykhsirak).

### Expédition de 1990

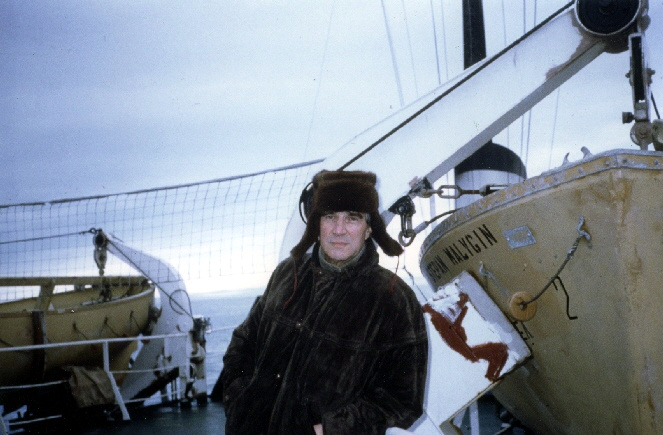
Photographie de Jean Malaurie lors de l'expédition de 1990. Le Français était le chef de l'expédition.

Durant les mois d'août et de septembre 1990, une expédition soviéto-française a exploré le site et la péninsule tchouktche. Dirigée par le Français Jean Malaurie, elle s'est principalement focalisée sur les perspectives archéologiques et philosophiques de ce site cultuel. 
Jean Malaurie a relaté cette expédition ainsi que ses réflexions sur l'Allée des baleines dans un livre, L'Allée des baleines. 

### Expédition de 2006
En 2006, l'Institut russe pour la recherche sur l'héritage culturel et naturel a mandaté une expédition dans les zones béringiennes. Au cours de l'expédition, l'équipe scientifique s'est rendue sur l'île Yttygran et le site de l'Allée des baleines.